# Andreaea novae-zealandiae
Andreaea novae-zealandiae är en bladmossart som beskrevs av R. Brown ter 1893. Andreaea novae-zealandiae ingår i släktet sotmossor, och familjen Andreaeaceae. Inga underarter finns listade i Catalogue of Life.